# H.263
H.263 ist ein Standard der Internationalen Fernmeldeunion (ITU) zur Videodekodierung mit Kompression von 1995/96, der auch im Teil 2 des MPEG-4-Standards der Moving Picture Experts Group enthalten ist.
H.263 beschreibt ein Videodatenformat, das in erster Linie für Videokonferenzen vorgesehen ist. Es ist für niedrige Datenübertragungsraten (unter 64 kbit/s, also ISDN-Geschwindigkeit) und relativ wenig Bewegung optimiert, wobei der Standard selbst keine bestimmten Datenübertragungsraten definiert.
H.263 ist eine Weiterentwicklung des H.261-Standards, der hauptsächlich als Ausgangspunkt der Entwicklung von MPEG mit Optimierung für höhere Datenübertragungsraten verwendet wird. Er enthält eine Komponente für starke temporäre Kompression und arbeitet am besten mit Sequenzen, die wenig Veränderung zwischen den einzelnen Bildern aufweisen.